# Jean Garnier (évêque)
Pour les articles homonymes, voir Jean Garnier et Garnier.
Jean Garnier (né vers 1544 à Bourguignons, mort le 15 septembre 1607), ecclésiastique, fut évêque de Montpellier de 1602 à 1607.

## Biographie
On ne connaît pratiquement rien de ses antécédents sauf qu'il est né vers 1544 près de Bar-sur-Seine et qu'il est certainement le Jean Garnier qui est ordonné diacre à Paris en 1572. Il devient bénédictin et entre dans l'abbaye Saint-Pierre de Montiéramey près de Troyes très jeune. Il étudie à l'université de Paris et obtient un doctorat en théologie à la Sorbonne. À partir de 1594, il est curé de la paroisse Saint-Albin à Châlons-sur-Marne mais il prêche également dans plusieurs villes du royaume car Henri IV de France l'évoque à Montpellier dans une lettre et il en fait son prédicateur ordinaire. Il est désigné comme évêque de Montpellier en 1602, confirmé le 11 décembre et consacré l'année suivante à Paris. Sa promotion épiscopale semble liée au fait qu'il assiste Charles de Gontaut-Biron avant son exécution en juillet 1602.  
Arrivé dans son diocèse, son premier soin est de faire reprendre les travaux de restauration de la basilique Notre-Dame des Tables initiés par son prédécesseur Guitard de Ratte mais qui étaient suspendus faute d'argent. Il réussit à obtenir la collaboration du célèbre architecte Latoure pour 17 200 écus et l'ouvrage fut bientôt terminé. Jean Garnier meurt le 15 septembre 1607 ; il n'est pas inhumé comme ses prédécesseurs dans l'ancienne cathédrale Saint-Pierre-et-Saint-Paul de Villeneuve-lès-Maguelone mais dans la cathédrale Saint-Pierre de Montpellier.